# Eva Schindler
Eva Schindler (* 12. Mai 1930 in München; † 17. Dezember 1994) war eine deutsche Schriftstellerin.

## Leben
Eva Schindler absolvierte ein Sprachstudium an der Universität Graz, das sie mit einer akademischen Übersetzerprüfung abschloss. Von 1969 bis 1978 war sie Hauptschullehrerin in München. 1980 nahm sie am Ingeborg-Bachmann-Wettbewerb in Klagenfurt teil.

## Werke
- Das Gasthaus am Gries. Süddeutscher Verlag, München 1979, ISBN 3-7991-6005-1.
- Singt und spielt. Heft 1. Elementare Einführung zum Spiel mit Schlag-, Stab- und Melodieinstrumenten, zus. mit Leo Rinderer und Ernst Stilz, Musikverlag Helbling, Innsbruck 1969.